# Église de Quivvy
L'église de Quivvy (en anglais Quivvy Church) est une chapelle située dans le village de Belturbet dans le comté de Cavan en Irlande. Construite en 1885, elle a été rachetée en 1992 par Brendan Perry, l'un des deux membres fondateurs du groupe Dead Can Dance, et transformée en studio d'enregistrement.

## Historique
L'église a été commandée par Georges Danvers Butler (Lord Lanesborough), qui avait commencé progressivement des phases d'améliorations à son domaine après sa succession en 1847, d'abord par la construction d'un manoir de la renaissance Tudor, suivie par l'église en 1855. Dessinée par le jeune architecte William Hague originaire du comté de Cavan, la petite église protestante se voulait une tentative de convertir la zone catholique irlandaise.
Le manoir du Lord Lanesborough a été brûlé et saccagé durant la guerre civile irlandaise de 1931, mais l'église de Quivvy demeura intacte malgré son état de désuétude. Après le soulèvement, la chapelle servit à des fins communautaires, comme un grand lieu de rencontre des villageois, mais aussi une zone de stockage et une écloserie de papillons, qui se reproduisent toujours à cet endroit aujourd'hui.

## Rénovations
L'église fut mise en vente en 1992 vu la diminution de la congrégation protestante, et rachetée par Brendan Perry, l'un des membres fondateurs du groupe Dead Can Dance, qui l'a transformée en studio d'enregistrement (Quivvy Studio) et y fonda une école de percussion. La motivation première de cette acquisition était la quantité d'argent que les compagnies de disques doivent verser aux studios pour enregistrer leurs artistes.
Le travail de rénovation nécessaire avant d'aboutir à un espace fonctionnel d'enregistrement est considérable. « La structure de l'église était en bon état, mais n'avait pas de commodités », déclare Brendan. « Pour assurer un approvisionnement en eau, un forage d'environ 75 mètres à travers la roche calcaire a dû être réalisé avant d'installer la plomberie. Plus de 80 % du plâtre fut retiré de la pierre de taille pour améliorer les conditions générales de l'acoustique. Avec mes parents, nous avons construit une galerie à l'autre extrémité de l'autel pour former une salle de contrôle. J'ai toujours aimé la disposition des anciens studios de radio, où la salle de contrôle est dans la zone d'enregistrement, ce qui permet une plus grande visibilité et un meilleur isolement acoustique. »
Un problème auquel les concepteurs du studio n'avaient jamais été confrontés fut une colonie de chauve-souris qui passait la nuit dans l'église, couvrant la surface intérieure de fientes. « J'étais récalcitrant de m'en débarrasser pour des motifs écologiques, car ils sont une espèce protégée », affirme Perry. « Je suis rentré d'une nuit bien arrosée avec quelques amis, et nous avons joué du Led Zeppelin jusqu'au petit matin. Le lendemain en me réveillant, j'ai constaté que le problème était résolu. La majorité des chauves-souris avaient fui et qu'environ quinze d'entre elles étaient mortes à la base des murs; j'en ai déduit que leur capacité à se repérer grâce à l'écholocation, fut perturbée par le mur du son de Bonham et compagnie! »

## Studio Quivvy
Le matériel de Perry est généralement dérivé en premier lieu par des improvisations sur divers instruments, allant de cordes (guitares, oud, bouzouki, tampura, vielle) à percussion (congas, le djembé, dumbek, batterie, bodhran) à touches (échantillonneurs et synthétiseurs). 